# Parafia Świętych Apostołów Piotra i Pawła w Szklarach Górnych
Parafia pw. Świętych Apostołów Piotra i Pawła w Szklarach Górnych – parafia rzymskokatolicka w dekanacie Chocianów w diecezji legnickiej.  Jej proboszczem jest ks. Paweł Kajl SDB. Obsługiwana przez salezjanów. Erygowana w 1301.